# Star Maker
Star Maker (Plăsmuitorii de stele) este un roman științifico-fantastic din 1937 de Olaf Stapledon. Este o continuare a romanului Last and First Men (Ultimii și primii oameni, 1930).
Cartea este o descriere de neegalat ca amploare a istoriei Universului și a evoluției minții în Univers de-a lungul existenței sale, de la început până la sfârșit și dincolo de limitele spațiului și timpului cosmic.
Multe dintre ideile romanului au fost extrase de autor din celebrul eseu al fizicianului și futurologului englez John Desmond Bernal⁠(d), „Lumea, carnea și diavolul” (1929), căruia Stapledon îi mulțumește în prefață.
Unele dintre elementele și temele discutate pe scurt prefigurează ficțiunea ulterioară referitoare la ingineria genetică și formele de viață extraterestre. Arthur C. Clarke a considerat că Star Maker este „probabil cea mai puternică lucrare de imaginație scrisă vreodată”, iar Brian W. Aldiss a numit-o „cea mai bună carte sfântă gri a științifico-fantasticului”.